# Dyskografia Mogwai
Poniższa lista obejmuje dyskografię brytyjskiego zespołu post-rockowego Mogwai. Znalazło się na niej: 11 albumów studyjnych, 3 albumy koncertowe, 4 kompilacje, 12 minialbumów, 17 singli i 7 ścieżek dźwiękowych.
Pierwsze nagranie zespołu, singiel „Tuner”/„Lower” zostało wydane 18 marca 1996 nakładem wytwórni Rock Action Records, natomiast pierwszy album studyjny, Young Team ukazał się 21 października 1997. Nieco wcześniej, 17 kwietnia wydana została pierwsza kompilacja zespołu, Ten Rapid, zawierająca 9 utworów, wydanych poprzednio na singlach lub składankach.
Pierwszym albumem zespołu, który dotarł do pierwszej dziesiątki brytyjskiej listy UK Albums Chart był Rave Tapes.
Największym sukcesem komercyjnym Mogwai okazał się jubileuszowy, 10. album, zatytułowany As the Love Continues – doszedł do 1. miejsca na brytyjskiej liście UK Albums Chart oraz na szkockiej Official Scottish Albums Chart Top 100; został również zgłoszony do nagrody Mercury Prize 2021.

## Albumy studyjne
| Rok                                                                                    | Album | Pozycje na listach przebojów | Pozycje na listach przebojów | Pozycje na listach przebojów | Pozycje na listach przebojów | Pozycje na listach przebojów | Pozycje na listach przebojów | Pozycje na listach przebojów | Pozycje na listach przebojów | Pozycje na listach przebojów | Pozycje na listach przebojów | Pozycje na listach przebojów |
| Rok                                                                                    | Album | SCO                          | GBR                          | AUT                          | BEL (FLA)                    | BEL (WAL)                    | FRA                          | GER                          | NLD                          | ITA                          | CHE                          | USA                          |
| -------------------------------------------------------------------------------------- | --- | ---------------------------- | ---------------------------- | ---------------------------- | ---------------------------- | ---------------------------- | ---------------------------- | ---------------------------- | ---------------------------- | ---------------------------- | ---------------------------- | ---------------------------- |
| 1997                                                                                   | Young Team - Wydany: 21 października 1997 (USA) i 27 października 1997 (Wielka Brytania) - Wytwórnia: Jetset Records, Chemikal Underground - Format: CD, LP                                        | 69                           | 75                           | –                            | –                            | –                            | –                            | –                            | –                            | –                            | –                            | –                            |
| 1999                                                                                   | Come On Die Young - Wydany: 29 marca 1999 - Wytwórnia: Chemikal Underground - Format: CD, LP | 24                           | 29                           | –                            | –                            | –                            | –                            | –                            | –                            | –                            | –                            | –                            |
| 2001                                                                                   | Rock Action - Wydany: 30 kwietnia 2001 - Wytwórnia: PIAS Recordings (Europa), Matador Records (USA i Kanada) - Format: CD, LP                                                                      | 20                           | 23                           | –                            | –                            | –                            | 82                           | –                            | –                            | –                            | –                            | –                            |
| 2003                                                                                   | Happy Songs for Happy People - Wydany: 21 maja 2003 - Wytwórnia: PIAS Recordings (Europa), Matador Records (USA I Kanada) - Format: CD, LP                                                         | 22                           | 47                           | –                            | –                            | –                            | 91                           | –                            | –                            | –                            | 182                          |                              |
| 2006                                                                                   | Mr Beast - Wydany: 6 marca 2006 - Wytwórnia: PIAS Recordings, Rock Action (Europa), Matador Records (USA i Kanada) - Format: CD, LP                                                                | 17                           | 31                           | –                            | 21                           | 57                           | 64                           | 65                           | 97                           | –                            | 87                           | 128                          |
| 2008                                                                                   | The Hawk Is Howling - Wydany: 22 września 2008 - Wytwórnia: Wall of Sound, PIAS Entertainment Group (Europa), Matador Records (USA) - Format: CD, LP, digital download                             | 18                           | 35                           | –                            | –                            | 70                           | 53                           | 72                           | 92                           | 47                           | 73                           | 97                           |
| 2011                                                                                   | Hardcore Will Never Die, But You Will - Wydany: 14 lutego 2011 (USA: 15 lutego 2011) - Wytwórnia: PIAS Entertainment Group, Rock Action (Europa), Sub Pop (USA) - Format: CD, LP, digital download | 12                           | 25                           | 49                           | 31                           | 39                           | 46                           | 27                           | 83                           | –                            | 45                           | 97                           |
| 2014                                                                                   | Rave Tapes - Wydany: 20 stycznia 2014 - Wytwórnia: Rock Action Records (Wielka Brytania, Europa), Sub Pop (USA) - Format: CD, LP, digital download                                                 | 2                            | 10                           | 56                           | 12                           | 30                           | 37                           | 16                           | 78                           | 50                           | 24                           | 55                           |
| 2017                                                                                   | Every Country’s Sun - Wydany: 1 września 2017 - Wytwórnia: Rock Action Records (Wielka Brytania, Europa), Temporary Residence Limited (USA) - Format: CD, LP, digital download                     | 2                            | 6                            | 52                           | 21                           | 19                           | 81                           | 29                           | 85                           | –                            | 28                           | –                            |
| 2021                                                                                   | As the Love Continues - Wydany: 19 lutego 2021 - Wytwórnia: Rock Action Records (Wielka Brytania, Europa), Temporary Residence Limited (USA) - Format: CD, LP, digital download                    | 1                            | 1                            | 29                           | 5                            | 17                           | 59                           | 3                            | –                            | 78                           | 5                            | –                            |
| 2025                                                                                   | The Bad Fire - Wydany: 24 stycznia 2025 - Wytwórnia: Rock Action Records (Wielka Brytania, Europa), Temporary Residence Limited (USA) - Format: CD, LP, digital download                           | 1                            | 5                            | 47                           | 22                           | 32                           | 72                           | 16                           | –                            | –                            | 16                           | –                            |
| – znak oznacza, że album nie był notowany na listach lub nie był wydany w danym kraju. | |                              |                              |                              |                              |                              |                              |                              |                              |                              |                              |                              |

## Albumy koncertowe
| Rok                                                                                    | Album | Pozycje na listach przebojów | Pozycje na listach przebojów | Pozycje na listach przebojów | Pozycje na listach przebojów |
| Rok                                                                                    | Album | SCO                          | BEL (FLA)                    | BEL (WAL)                    | FRA                          |
| -------------------------------------------------------------------------------------- | --- | ---------------------------- | ---------------------------- | ---------------------------- | ---------------------------- |
| 2010                                                                                   | Special Moves - Wydany: 23 sierpnia 2010 - Wytwórnia: Rock Action (USA & Wielka Brytania) - Format: CD, LP                  | 37                           | 47                           | 50                           | 78                           |
| 2011                                                                                   | Mogwai – iTunes Festival London 2011 - Wydany: 26 sierpnia 2011 - Wytwórnia: Rock Action Records - Format: digital download | –                            | –                            | –                            | –                            |
| 2020                                                                                   | 2018 - Wydany: 4 września 2020 - Wytwórnia: wydawnictwo własne - Format digital download                                    | –                            | –                            | –                            | –                            |
| – znak oznacza, że album nie był notowany na listach lub nie był wydany w danym kraju. | |                              |                              |                              |                              |

## Kompilacje
| Rok                                                                                    | Album | Uwagi | Pozycje na listach przebojów | Pozycje na listach przebojów | Pozycje na listach przebojów | Pozycje na listach przebojów | Pozycje na listach przebojów | Pozycje na listach przebojów |
| Rok                                                                                    | Album | Uwagi | SCO                          | GBR                          | BEL (FLA)                    | BEL (WAL)                    | FRA                          | GER                          |
| -------------------------------------------------------------------------------------- | --- | --- | ---------------------------- | ---------------------------- | ---------------------------- | ---------------------------- | ---------------------------- | ---------------------------- |
| 1997                                                                                   | Ten Rapid - Wydany: 17 kwietnia 1997 - Wytwórnia: Rock Action (Wielka Brytania), Jetset Records (USA) - Format: CD, LP                                | Nagrania z lat 1996–1997, wydane przez różne wytwórnie | –                            | –                            | –                            | –                            | –                            | –                            |
| 2000                                                                                   | EP+6 - Wydany: 23 sierpnia 2000 - Wytwórnia: Toy’s Factory (Japonia), Chemikal Underground (Wielka Brytania) - Format: CD                             | Wydana początkowo tylko w Japonii, zawierająca EP-ki: - 4 Satin, - No Education = No Future (Fuck the Curfew) EP została później wydana w Wielkiej Brytanii. | –                            | –                            | –                            | –                            | –                            | –                            |
| 2005                                                                                   | Government Commissions: BBC Sessions 1996–2003 - Wydany: 21 lutego 2005 - Wytwórnia: PIAS Recordings (Europa), Matador Records (USA) - Format: CD, LP | Zbiór utworów z różnych sesji nagraniowych w Radiu BBC, rejestrowanych pod kierunkiem Johna Peela i Steve’a Lamacqa.                                         | 63                           | –                            | 83                           | –                            | –                            | –                            |
| 2015                                                                                   | Central Belters - Wydany: 23 października 2015 - Wytwórnia: Rock Action Records - Format: 3 CD, 6 LP                                                  | Zbiór utworów będących podsumowaniem 20 lat kariery artystycznej oraz rzadkie nagrania.                                                                      | 13                           | 40                           | 57                           | 59                           | 126                          | 54                           |
| – znak oznacza, że album nie był notowany na listach lub nie był wydany w danym kraju. | | |                              |                              |                              |                              |                              |                              |

## EP-ki
| Rok       | EP | Uwagi |
| --------- | --- | --- |
| 1997      | 4 Satin - Wydany: 26 maja 1997 - Wytwórnia: Chemikal Underground (Wielka Brytania), Jetset Records (USA) - Format: CD, 12″                                                         | * 94. pozycja na UK Singles Chart |
| 1998      | Mogwai Fear Satan Remixes - Wydany: 30 marca 1998 - Wytwórnia: Eye Q (Wielka Brytania) - Format: CD 12"                                                                            | Remiksy utworu „Mogwai Fear Satan” zrealizowane przez: Mogwai, µ-Ziq, Surgeon i My Bloody Valentine * 57. pozycja na UK Singles Chart |
| 1998      | No Education = No Future (Fuck the Curfew) - Wydany: 29 czerwca 1998 - Wytwórnia: Chemikal Underground (Wielka Brytania) - Format: CD 12"                                          | * 68. pozycja na UK Singles Chart |
| 1999      | EP - Wydany: 18 października 1999 - Wytwórnia: Chemikal Underground (Wielka Brytania), Matador Records (USA)\| - Format: CD 12"                                                    | |
| 2001      | Travels in Constants, Vol. 12 - Wydany: 18 marca 2001 - Wytwórnia: Temporary Residence Limited (USA) - Format: CD                                                                  | Udział Mogwai w subskrypcyjnej serii 12 EP-ek wydanych nakładem wytwórni Temporary Residence Limited                                  |
| 2001      | Mogwai / Bardo Pond - Wydany: 24 maja 2001 - Wytwórnia: Matador Records (USA) - Format: CD 10"                                                                                     | EP-ka dzielona z Bardo Pond, sprzedawana w maju-czerwcu 2001 podczas amerykańskiego tournée Mogwai                                    |
| 2001      | 5 Track Tour Single - Wydany: 1 listopada 2001 - Wytwórnia: Wydawnictwo własne - Format: CD                                                                                        | Limitowana edycja różnych nagrań wydanych w 2001                                                                                      |
| 2006      | Travel Is Dangerous - Wydany: 26 czerwca 2006 - Wytwórnia: Play It Again Sam (Europa) - Format: CD 12"                                                                             | |
| 2008      | Batcat - Wydany: 7 września 2008 - Wytwórnia: Wall of Sound (Europa), Matador Records (USA) - Format: CD 12", digital download                                                     | |
| 2011      | Earth Division - Wydany: 12 września 2011 - Wytwórnia: Rock Action Records (Wielka Brytania, Europa), Sub Pop (USA) - Format: CD 12", digital download                             | |
| 2012/2013 | Les Revenants EP - Wydany: 17 grudnia 2012 (digital download), 28 stycznia 2013 (EP) - Wytwórnia: Rock Action Records (Wielka Brytania, Europa) - Format: CD 10", digital download | |
| 2014      | Music Industry 3. Fitness Industry 1. - Wydany: 1 grudnia 2014 - Wytwórnia: Rock Action Records - Format: CD 12", digital download                                                 | |

## Single
| Rok  | Tytuł | Album                                 | Uwagi |
| ---- | --- | ------------------------------------- | --- |
| 1996 | „Tuner”/„Lower” - Wydany: 18 marca 1996 - Wytwórnia: Rock Action Records (Wielka Brytania) - Format: 7″                                                     | singiel niealbumowy                   | Podwójna strona A, wydawnictwo limitowane do 500± egz. „Tuner” został ponownie nagrany dla kompilacji Ten Rapid.                                                                              |
| 1996 | „Angels vs. Aliens” - Wydany: 1 lipca 1996 - Wytwórnia: Ché Trading (Wielka Brytania) - Format: 7"                                                          | singiel niealbumowy                   | Singiel dzielony z brytyjskim zespołem Dweeb. „Angels vs Aliens” został ponownie nagrany dla kompilacji Ten Rapid.                                                                            |
| 1996 | „Summer”/„Ithica 27 ϕ 9” - Wydany: 4 listopada 1996 - Wytwórnia: Love Train (Wielka Brytania) - Format: 7"                                                  | singiel niealbumowy                   | Podwójna strona A, wydanie limitowane do 1500 egz. Oba nagrania znalazły się na kompilacjiTen Rapid                                                                                           |
| 1997 | „New Paths to Helicon, Pt. 1” / „New Paths to Helicon, Pt. 2” - Wydany: styczeń 1997 - Wytwórnia: Wurlitzer Jukebox (Wielka Brytania) - Format: 7"          | singiel niealbumowy                   | Podwójna strona A, wydanie limitowane do 3000 egz. Oba nagrania znalazły się na kompilacjiTen Rapid                                                                                           |
| 1997 | „Club Beatroot – Part Four” - Wydany: maj 1997 - Wytwórnia: Flotsam & Jetsam (Wielka Brytania) - Format: 7"                                                 | singiel niealbumowy                   | Singiel dzielony ze szkockim zespołem pH Family, wydanie limitowane do 500 egz. Stanowi nagranie koncertowe „Stereodee”, zarejestrowane 13 lutego 1997 w klubie The 13th Note Café, w Glasgow |
| 1998 | „Kicking a Dead Pig” - Wydany: 1998 - Wytwórnia: Eye-Q (Wielka Brytania) - Format: 12"                                                                      | singiel niealbumowy                   | Singiel promocyjny, zawierający remiksy utworów Mogwai, zrealizowane przez DJ Q i Alec Empire                                                                                                 |
| 1998 | „Do the Rock Boogaloo” - Wydany: 23 marca 1998 - Wytwórnia: Fierce Panda Records (Wielka Brytania) - Format: 7", CD                                         | singiel niealbumowy                   | Singiel dzielony z angielskim zespołem Magoo. Stanowi cover „Sweet Leaf” zespołu Black Sabbath                                                                                                |
| 2001 | „My Father My King” - Wydany: 22 października 2001 - Wytwórnia: Rock Action Records (Wielka Brytania), Matador Records (USA) - Format: 12", CD              | singiel niealbumowy                   | |
| 2006 | „Friend of the Night” - Wydany: 30 stycznia 2006 - Wytwórnia: Play It Again Sam (Europa) - Format: 7", CD                                                   | Mr Beast                              | Pierwszy singiel pochodzący z albumu studyjnego * 38. pozycja na UK Singles Chart |
| 2006 | „Zidane: A 21st Century Portrait” - Wydany: 23 października 2006 - Wytwórnia: Play It Again Sam (Europa) - Format: 10"                                      | Zidane: A 21st Century Portrait       | Singiel promocyjny 10". |
| 2011 | „Rano Pano” / „Hasenheide” - Wydany: 18 stycznia 2011 - Format: 7" - Wytwórnia: Sub Pop                                                                     | Hardcore Will Never Die, But You Will | |
| 2011 | „Mexican Grand Prix” / „Slight Domestic” - Wydany: 7 lutego 2011 - Wytwórnia: Rock Action Records - Format: 7"                                              | Hardcore Will Never Die, But You Will | |
| 2011 | „San Pedro” / „George Square Thatcher Death Party (Session Version)” - Wydany: 23 maja 2011 - Wytwórnia: Rock Action Records - Format: 7", digital download | Hardcore Will Never Die, But You Will | |
| 2017 | „Coolverine” / „Party in the Dark” - Wydany: 25 sierpnia 2017 - Wytwórnia: Rock Action Records - Format: 7"                                                 | Every Country’s Sun                   | |
| 2017 | „Party in the Dark” / „Eternal Panther” - Wydany: 7 września 2017 - Wytwórnia: Rock Action Records - Format: 7"                                             | Every Country’s Sun                   | |
| 2020 | „Dry Fantasy” - Wydany: 29 października 2020 - Wytwórnia: Rock Action Records, wydawnictwo własne - Format: digital download                                | As the Love Continues                 | |
| 2021 | „Ritchie Sacramento” - Wydany: 12 stycznia 2021 - Wytwórnia: Rock Action Records - Format: digital download                                                 | As the Love Continues                 | |
| 2022 | „Boltfor” - Wydany: 26 kwietnia 2022 - Wytwórnia: Rock Action Records - Format: digital download                                                            | singiel niealbumowy                   | |

## Ścieżki dźwiękowe
| Rok                                                                                    | Album | Film                                | Pozycje na listach przebojów | Pozycje na listach przebojów | Pozycje na listach przebojów | Pozycje na listach przebojów | Pozycje na listach przebojów |
| Rok                                                                                    | Album | Film                                | GBR                          | BEL (FLA)                    | BEL (WAL)                    | FRA                          | GER                          |
| -------------------------------------------------------------------------------------- | --- | ----------------------------------- | ---------------------------- | ---------------------------- | ---------------------------- | ---------------------------- | ---------------------------- |
| 2006                                                                                   | Zidane: A 21st Century Portrait - Wydany: 30 października 2006 - Wytwórnia: Play It Again Sam (Europa) - Format: CD, LP     | Zidane – portret z XXI wieku        | –                            | –                            | –                            | –                            | –                            |
| 2006                                                                                   | The Fountain - Wydany: 21 listopada 2006 - Wytwórnia: Nonesuch Records - Format: CD                                         | Źródło                              | –                            | –                            | –                            | –                            | –                            |
| 2013                                                                                   | Les Revenants - Wydany: 23 lutego 2013 - Wytwórnia: Rock Action Records - Format: CD, digital download                      | Powracający                         | 42                           | 60                           | 74                           | 64                           | 86                           |
| 2016                                                                                   | Atomic - Wydany: 1 kwietnia 2016 - Wytwórnia: Rock Action Records - Format: CD, LP, digital download                        | Atomic, Living in Dread and Promise | 20                           | –                            | –                            | 77                           | 55                           |
| 2016                                                                                   | Before the Flood - Wydany: 21 października 2016 - Wytwórnia: Lakeshore Records - Format: CD, LP, digital download           | Czy czeka nas koniec?               | –                            | –                            | –                            | –                            | –                            |
| 2018                                                                                   | Kin - Wydany: 31 sierpnia 2018 - Wytwórnia: Rock Action Records - Format: CD, LP, digital download                          | Kin. Zabójcza broń                  | 44                           | 88                           | 152                          | –                            | –                            |
| 2020                                                                                   | ZeroZeroZero - Wydany: 1 maja 2020 - Wytwórnia: wydawnictwo własne, Rock Action Records - Format: digital download, LP      | ZeroZeroZero                        | –                            | –                            | –                            | –                            | –                            |
| 2022                                                                                   | Black Bird: Season 1 - Wydany: 8 lipca 2022 - Wytwórnia: wydawnictwo własne, Rock Action Records - Format: digital download | Black Bird (serial telewizyjny)     | –                            | –                            | –                            | –                            | –                            |
| – znak oznacza, że album nie był notowany na listach lub nie był wydany w danym kraju. | |                                     |                              |                              |                              |                              |                              |

### Utwory zespołu na ścieżkach dźwiękowych
Zestawienie na podstawie strony zespołu na IMDb:

- The Shield: Świat glin (2002, serial TV) – utwór: „Take Me Somewhere Nice” (odc. Zapłać bólem)
- Dziewczyny z krwi i kości (2003) – utwór: „Fear Satan Remix”
- Seks w wielkim mieście (2002–2003, serial TV) – utwory: „Kids Will Be Skeletons” (odc. Czas teraźniejszy dokonany), „Close Encounters” (odc. Bing Bang), „Take Me Somewhere Nice” (odc. Cały ten blichtr)
- CSI: Kryminalne zagadki Las Vegas (2003, serial TV) – utwór: „I Know You Are But What Am I” (odc. Homebodies)
- Dziewczyna z sąsiedztwa (2004) – utwór: „Christmas Song”
- Skutki miłości (2004) – utwór: „Moses? – I Amn’t”
- Football Factory (2004) – utwór: „Hunted by a Freak”
- Apartament (2004) – utwór: „I Know You Are But What Am I”
- Rockersi z South Central (2005) – utwór: „Take Me Someplace Nice”
- Miami Vice (2006) – utwory: „Auto Rock”, „We’re No Here”
- Tony Hawk’s Project 8 (2006, gra wideo) – utwór: „Glasgow Mega Snake”
- Roz (2006) – utwór: „Auto Rock”
- White Light/Black Rain: The Destruction of Hiroshima and Nagasaki (2007, film dokumentalny) – utwory: „Burn Girl Prom Queen”, „Christmas Steps”, „Ex-Cowboy”, „Travel Is Dangerous”, „Quiet Stereo Dee”
- Ex Drummer (2007) – utwór: „Hunted By A Freak”
- Kumple (2007, serial TV) – utwór: „Cody” (odc. Cassie)
- Druckfrisch (2007, serial TV) – utwór: „Black Spider” (odc. 3)
- Powrót do życia (2007, serial TV) – utwór: „Hunted By a Freak” (odc.Tear Asunder)
- Last September (2008) – utwór: „Auto Rock”
- Sir Gawain and the Green Knight (2009, film dokumentalny TV) – utwór: „May Nothing But Happiness Come Through Your Door”
- Enso (2009, film krótkometrażowy) – utwór: „Auto Rock”
- Tabu (2010, film krótkometrażowy) – utwór: „New Paths to Helicon, Part 1”
- Late Night with Jimmy Fallon (2011, talk-show) – utwór: „San Pedro” (odc. z 6 czerwca 2011)
- Wild Bill (2011) – piosenka: „Emergency Trap”
- Impersonalni (2011, serial TV) – utwór: „I Know You Are but What Am I?” (odc. Foe)
- A Finger, Two Dots Then Me (2011, wideo krótkometrażowe) – utwór „Kids Will Be Skeletons”
- 16H en mission (2012, film krótkometrażowy) – utwory: „Black Spider” „Stereodee”, „I Know You Are But What I Am”, „Local Authority”, „Take Me Somewhere Nice”, „Two Rights Make One Wrong”
- The Giant Mechanical Man (2012) – utwór: „Kids Will Be Skeletons”
- A Sliver of Light (2012, film krótkometrażowy) – utwór: „We’re No Here”
- Do Not Disturb (2012) – utwór: „Auto Rock”
- Sposób na morderstwo (2014, serial TV) – utwory: „Jaguar”, „Modern” (odc. Let’s Get to Scooping)
- From ATP: From Ghosts (2014, film krótkometrażowy) – utwór: „Mogwai Fear Satan”
- Begierde – Mord im Zeichen des Zen (2015, film TV) – utwór: „The Huts”
- Waterloo Road (2013–2015, serial TV) – utwory: „I Can’t Remember”, „Heard About You Last Night”, „Deesh” (seria 10, odc. 19), „Remurdered” (odc. Ties That Bind), „Death Rays” (odc. Pool Party), „I Know You Are But What Am I?” (odc. Baby Boom), „San Pedro” (odc. Sue Spark’s Bad Day)
- Witamy na Hawajach (2015) – utwór: „Tracy (Kid Loco’s Playing with the Young Team Remix)”
- Equals (2015) – utwór: „I Know You Are, But What Am I?”
- Uncle Howard (2016, film dokumentalny) – utwór: „My Father My King”
- Before the Flood (2016, film dokumentalny) – utwory: „Dust Bowl”, „Ghost Nets”, „Huaynaputina”, „After the Flood”
- Panorama (2018, serial dokumentalny TV) – utwór: „I Know You Are But What Am I?” (odc. Tessa Jowell: Her Last Campaign)
- Mój piękny syn (2018) – utwór: „Helicon I”
- After Life (2019, serial TV, sez. 1, odc. 1) – utwór: „Kids Will Be Skeletons”
- I’m Not Really Here (2020) – utwór: „Helicon I”

## Remiksy
Zestawienie obejmuje utwory zespołu zmiksowane przez innych wykonawców.
| Rok  | Album | Uwagi |
| ---- | --- | --- |
| 1997 | Kicking a Dead Pig: Mogwai Songs Remixed - Wydany: 18 maja 1998 - Wytwórnia: Eye Q, Chemikal Underground (Wielka Brytania), Jetset Records (USA) - Format: CD, LP                | Zestawienie obejmuje utwory Mogwai zremiksowane przez: - Hood, - Max Tundra, - Klute, - The Third Eye Foundation, - Kid Loco oraz remiksy utworu „Mogwai Fear Satan” pochodzące z EP-ki Mogwai Fear Satan Remixes, zrealizowane przez Surgeon i Mogwai. Wznowienie wydane przez Chemikal Underground zawiera ponadto remiksy utworu „Mogwai Fear Satan” zrealizowane przez: - My Bloody Valentine, - µ-Ziq i - Surgeon. |
| 2012 | A Wrenched Virile Lore - Wydany: 19 listopada 2012 (USA: 4 grudnia) - Wytwórnia: Rock Action Records (Wielka Brytania i świat), Sub Pop (USA) - Format: CD, LP, digital download | Zestawienie obejmuje utwory Mogwai zremiksowane przez: - Justina Broadricka, - Cyloba, - Xandera Harrisa, - Zombi, - RM Huberta, - Tima Heckera, - The Soft Moon, Umberta i - Roberta Hampsona. |